# 贝丽尔·克罗克福德
贝丽尔·克罗克福德（英語：Beryl Crockford，1950年6月26日—2016年9月11日），旧姓马丁（Martin）、米切尔（Mitchell），英国女子赛艇运动员。她曾代表英国参加世界赛艇锦标赛，获得一枚金牌和一枚银牌。